# Christian Carl Pflueg
Christian Carl Pflueg (født 19. juli 1728 på Uggerslevgård på Nordfyn, død 16. maj 1809 i København) var ingeniørofficer og arkitekt.
Pflueg blev født 1728 som søn af kaptajn, senere major, forpagter, proprietær Bendix Ludvig Pflueg og Hedevig Munch. Han blev værkbas i fortifikationen 1753, sekondløjtnant og underkonduktør 1754, premierløjtnant og konduktør 1761, kaptajn i Ingeniøretaten 1762, afgik 1765, fik majors karakter 1768. Han var elev af Nicolas-Henri Jardin.
Pflueg havde et talent for mekanik, konstruerede instrumenter og oprettede på Plejehuset, som han selv havde tegnet, en linnedfabrik, som han selv ledede. For egen regning oprettede han 1776 en klædefabrik på sin gård Ulrikkenborg, nedlagt 1784. Han udgav desuden en række skrifter og efterlod sig en selvbiografi. Han oversatte desuden mange af Immanuel Kants og andre tyske kantianeres skrifter (såsom Johann Benjamin Erhard) til dansk.
C.C. Pflueg giftede sig 21. maj 1764 i Rønninge med Hedevig Rebekka Rasch (13. januar 1745 på Rønningesøgård – 26. januar 1786 på Ulrikkenborg i Kgs. Lyngby), datter af justitsråd Johan Caspar Rasch til Rønningesøgård og Mette Sophie Munch. Pflueg er begravet på Garnisons Kirkegård.

## Værker
- Konduktør for Jardin ved opførelsen af Sølvgades Kaserne, København (1765-69, fredet)
- Frederiks (Christians) Plejehus, Store Kongensgade 108 (1766-69, fredet)
- Ledede indretningen af det Brockdorffske Palæ på Amalienborg til Kadetakademi (1767-68, fredet)